# Agnes Lum
Agnes Nalani Lum, nascida em 21 de maio de 1956 filha de um pai Chinês e mãe de ascendência Havaiana, em Honolulu, Havaí, é uma gravure idol (um tipo de modelo), cantora, atriz, e biquíni supermodelo popular no Japão no final de 1970 e início de 1980. Na época, ela foi apelidada de "Lum-chan" no Japão, mas agora esse apelido pode ser confundido com a do personagem fictício Lum Invader de Urusei Yatsura.
Agnes Lum foi a inspiração para o nome desta personagem como ela era extremamente popular e bem conhecida naquela época o mangá foi lançado(1977). A fim de evitar confusão com Agnes Chan, outro ídolo popular, naquela época, "Lum-chan" foi usado, apesar de muitos fãs a terem chamado simplesmente de "Agnes". Lum Lum tem aparecido em inúmeros calendários, pôsteres, e revistas. Esses itens regularmente possuem preços elevados no mercado de colecionadores.

## História
Durante o ensino médio, Lum trabalhou como modelo e tornou-se bem conhecida no Havaí. Ela foi nomeada Miss Havaí em um ponto, mas o título foi tirado. Lum se tornou um sucesso instantâneo no Japão depois de se tornar a primeira Clarion Girl em 1975, contratado para promover produtos da Clarion na televisão e em campanha publicitária.
Em 1976, ela lançou seu primeiro single, intitulado Downtown After the Rain. Nesse mesmo ano, ela fez seu debut no NHK's Kōhaku Uta Gassen show de variedades Daihatsu Pyzar. Em 1996, Lum apareceu, junto com seus filhos gêmeos, em um comercial de televisão para o Daihatsu Pyzar 

## Discografia

### Singles
- Downtown After the Rain (雨あがりのダウンタウン, Ame-agari no Dauntaun)
Keisuke Yamagawa (lyrics), Yūzō Kayama (composição)
Chegou a 79 no charts da Oricon
- I Won't Say Goodbye (さよならは言わない, Sayonara wa Iwanai)
Mayo Shōno (lyrics), Masami Koizumi (composição)

### Álbuns
- Downtown After the Rain (雨あがりのダウンタウン, Ame-agari no Dauntaun)
- With Love
- I Am Agnes Lum[5]

## Livros
Listados em ordem cronológica, com o mais novo no fundo.
- Agnes Lum, ISBN 4584170797, ¥2500, 2000, KK Bestsellers, 82 páginas
- South of Eden: My Hawaiian Way of Life (エデンの南-My Hawaiian Way of Life, Eden no Minami - Mai Hawaiian Uei obu Raifu), ISBN 4916115120, ¥2381, 1998, Saibunkan,
- When Agnes Lum Was Here (アグネス・ラムのいた時代, Agunesu Ramu no Ita Jidai), Kenji Nagatomo and Miho Osada, ISBN 978-4-12-150238-4, ¥840, 2007, Chuokoron Shinsha
- Dankai Punch #4 (団塊パンチ４号, Dankai Panchi Yon-gō), ISBN 978-4-87031-784-0, ¥1200, 2007, Asuka Shinsha

Sources: